# ساختمان شهرداری (موزه بابل)
ساختمان شهرداری (موزه بابل) مربوط به دوره پهلوی است و در بابل، مرکز شهر واقع شده و این اثر در تاریخ ۸ مرداد ۱۳۵۴ با شمارهٔ ثبت ۱۵۲۶ به‌عنوان یکی از آثار ملی ایران به ثبت رسیده است.